# Crocodile du Nil
Crocodylus niloticus
Espèce
Synonymes
- Crocodilus vulgaris Cuvier, 1807
- Crocodilus multiscutatus Rüppell in Cretzschmar, 1826
- Crocodilus complanatus Geoffroy, 1827
- Crocodilus lacunosus Geoffroy, 1827
- Crocodilus marginatus Geoffroy, 1827
- Crocodilus octophractus Rüppell in Gray, 1831
- Crocodilus madagascariensis Grandidier, 1872
- Alligator cowiei Smith in Hewitt, 1937

Statut de conservation UICN

 LC  : Préoccupation mineure
Statut CITES
Répartition géographique
Le Crocodile du Nil (Crocodylus niloticus Laurenti, 1768) est une espèce de crocodiliens de la famille des Crocodylidae.

## Description
Le Crocodile du Nil est l'un des quatre plus grands crocodiliens du monde avec le Crocodile marin, le Gavial du Gange et le Caïman noir. Le mâle adulte mesure entre 3,5 et 5 m de long (4 m en moyenne) et pèse 225 à 750 kg. Cependant, des spécimens dépassant 6,1 m de long et pesant jusqu'à 1 089 kg ont été enregistrés, comme « Gustave » au Burundi. La femelle est plus petite, d'environ 30 %. La force de morsure du Crocodile du Nil est de l'ordre de 22 kilonewtons, soit 2,2 tonnes-force.

## Biologie et écologie
L'éventail de ses proies est très varié et dépend de la taille de l'animal, les plus jeunes se nourrissant d'invertébrés aquatiques et d'insectes, les plus grands de poissons, d'amphibiens et de reptiles. Ils peuvent s'attaquer à des antilopes, des buffles ou de jeunes hippopotames. Sa principale technique de chasse est de rester immobile dans l'eau, ne laissant dépasser que le sommet de sa tête et ses narines, puis de saisir brutalement sa proie avant de l'entraîner sous l'eau et de la noyer.
Leur réputation de mangeurs d'hommes n'est pas infondée. Ainsi entre 2010 et 2014, ils seraient responsables de 480 attaques dont 123 mortelles en Afrique.

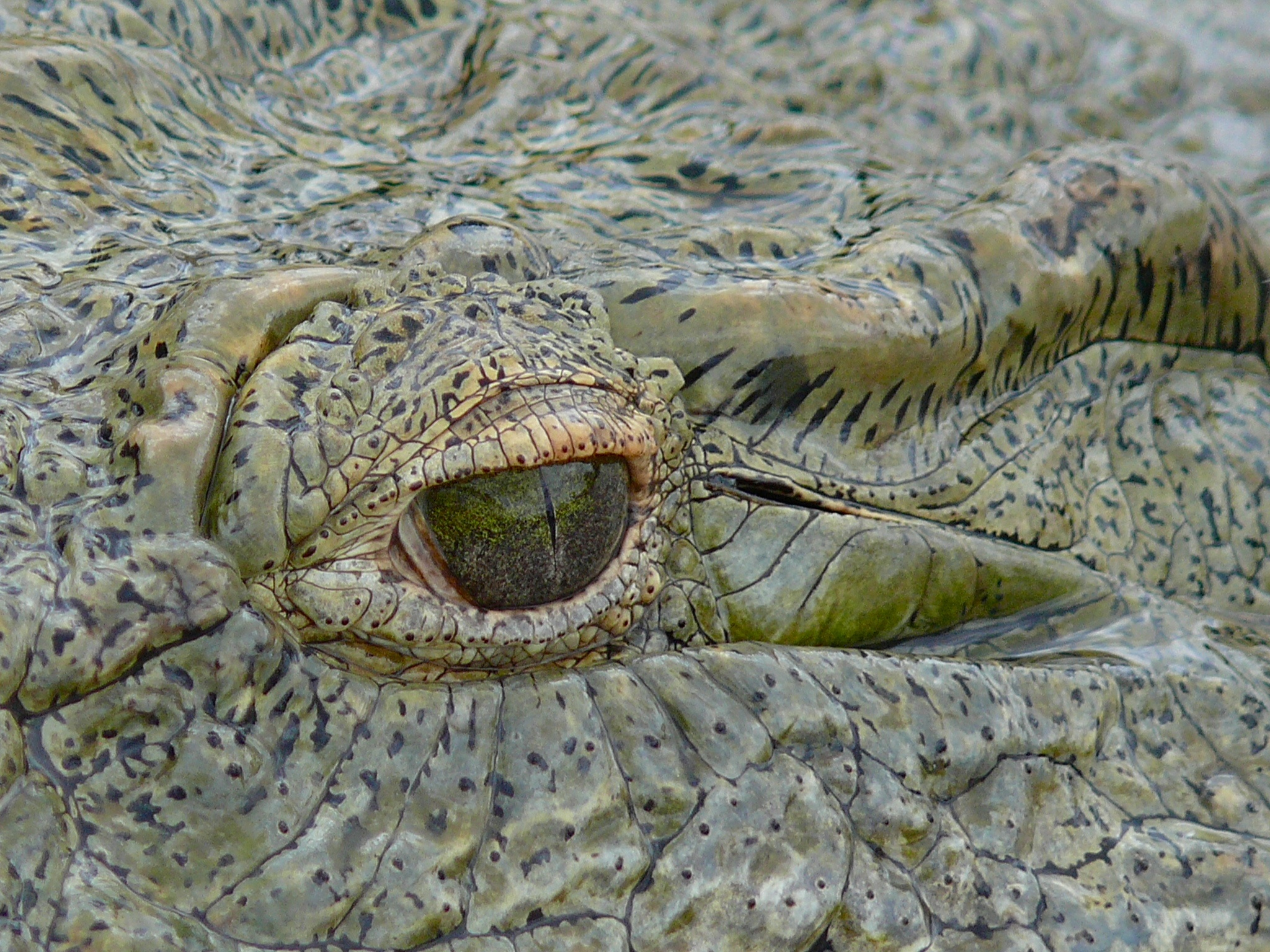
Détail de l’œil

Le crocodile du Nil se propulse dans l’eau grâce à sa longue queue. Ses yeux sont protégés par une membrane protectrice. Il possède au niveau du palais un repli dit « gulaire » qui isole totalement la bouche du pharynx, lui permettant de rester sous l'eau la gueule ouverte sans se noyer.
Il possède quatre pattes petites, mais puissantes : deux pattes antérieures qui présentent cinq orteils, et deux pattes postérieures qui présentent quatre orteils et qui sont palmées. Lorsqu’il se déplace sur terre, il utilise ses pattes, mais seuls les avant-bras bougent, et l’avant des pattes forme un angle droit. Il peut courir à 17 km/h sur de courtes distances.

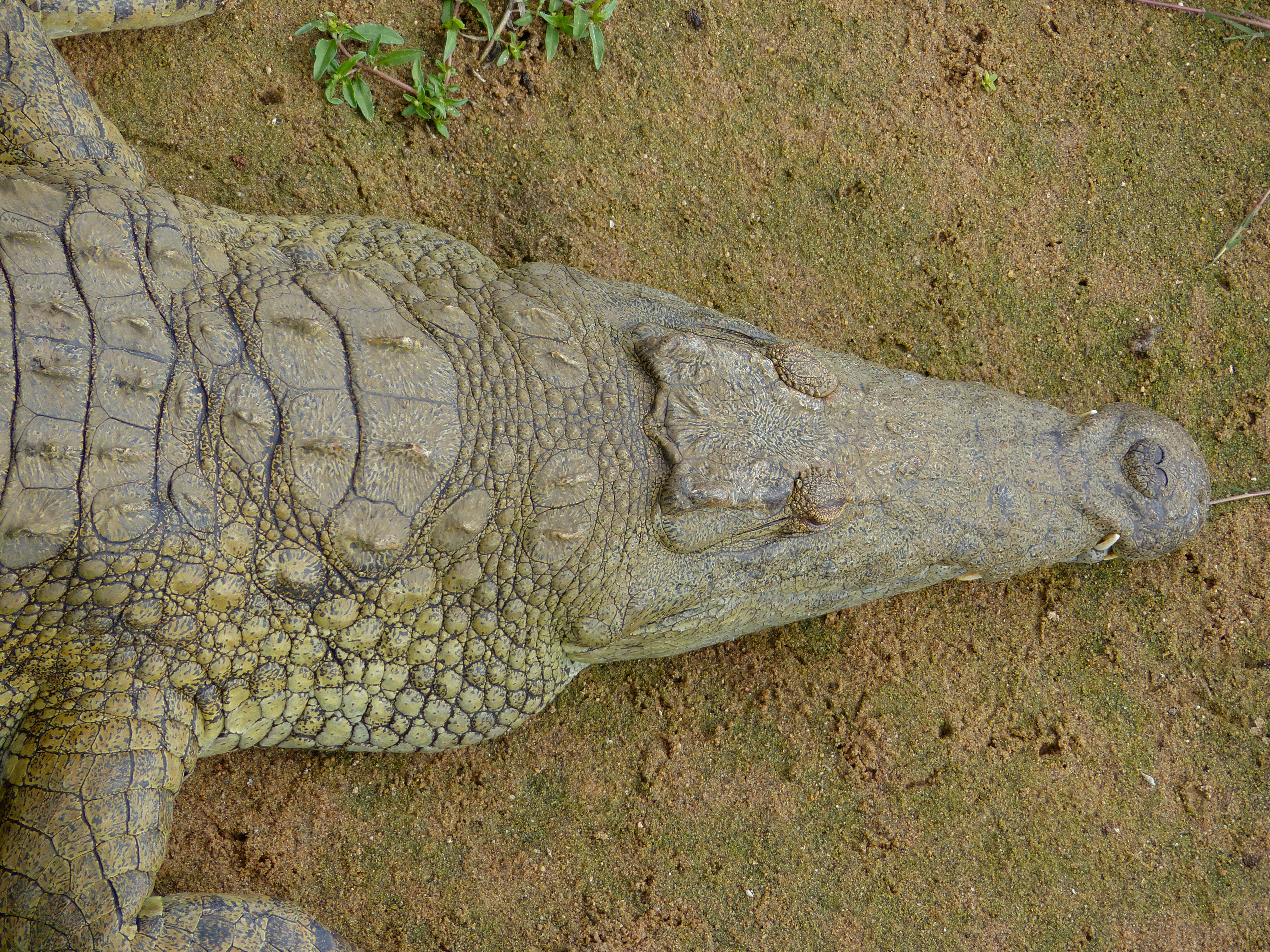
Crane vu de dessus

Il a un long museau triangulaire. Ses yeux et ses narines sont situés au sommet du crâne. Ses dents s’emboîtent parfaitement. Lorsqu’il dévore une proie qu’il a chassée et qu'il se casse des dents, elles peuvent repousser une cinquantaine de fois. Certaines dents, notamment la quatrième mandibulaire, particulièrement longue, dépassent sur le côté lorsque la gueule est fermée.
À l’éclosion des œufs, le bébé crocodile mesure environ 30 cm et a le même corps que sa mère, qu'il soit mâle ou femelle.
Les crocodiles du Nil ne s'alimentent plus si la température est inférieure à 15,6 °C et ils ne sont plus capables de nager si la température est inférieure à 7,6 °C.
En Afrique du Sud, en raison du climat sec présent en été, l'animal pratique l'estivation et s'enterre dans des tunnels ; son état est alors similaire à celui des animaux qui hibernent.

## Galerie

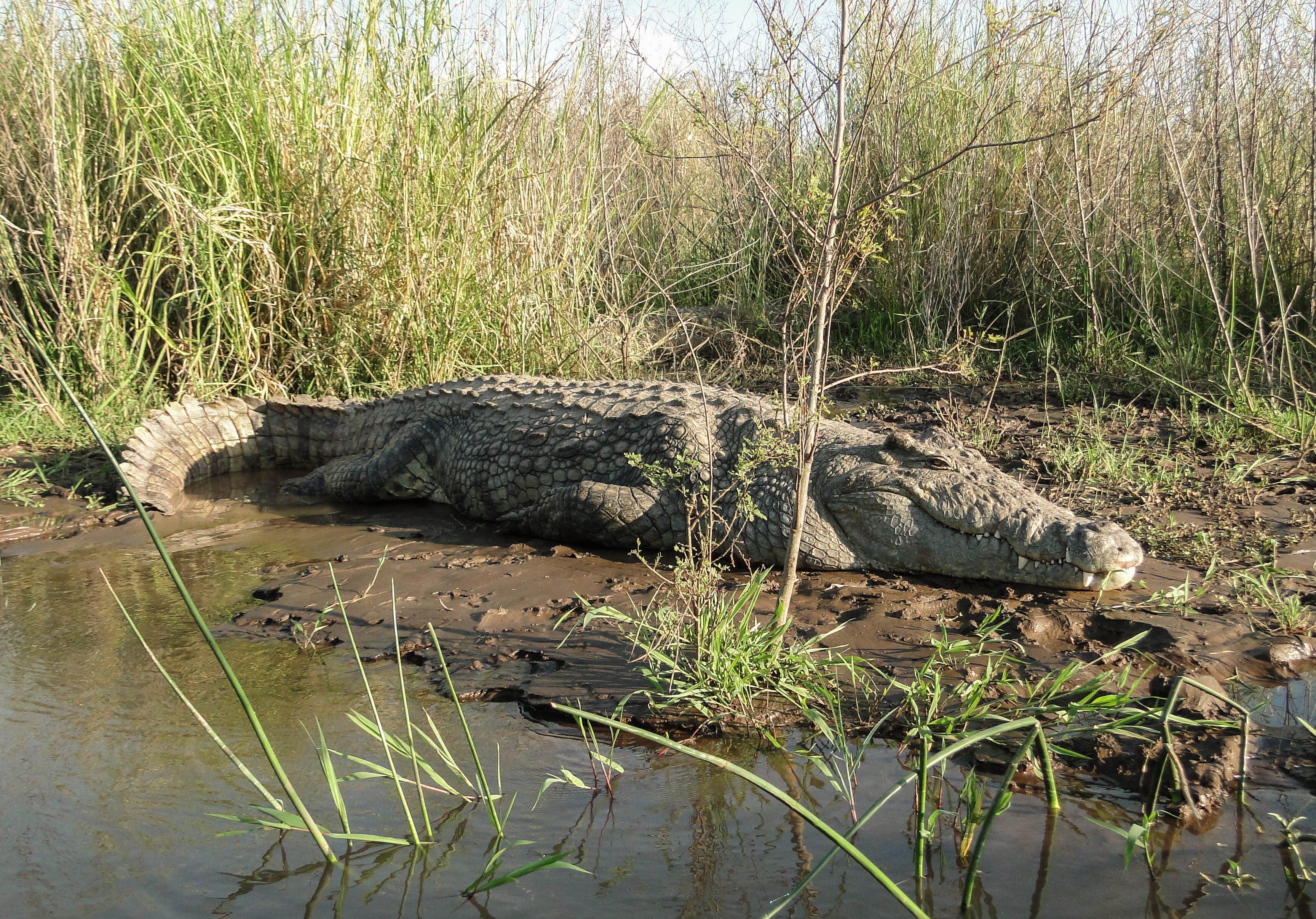
Crocodile du Nil en Éthiopie.
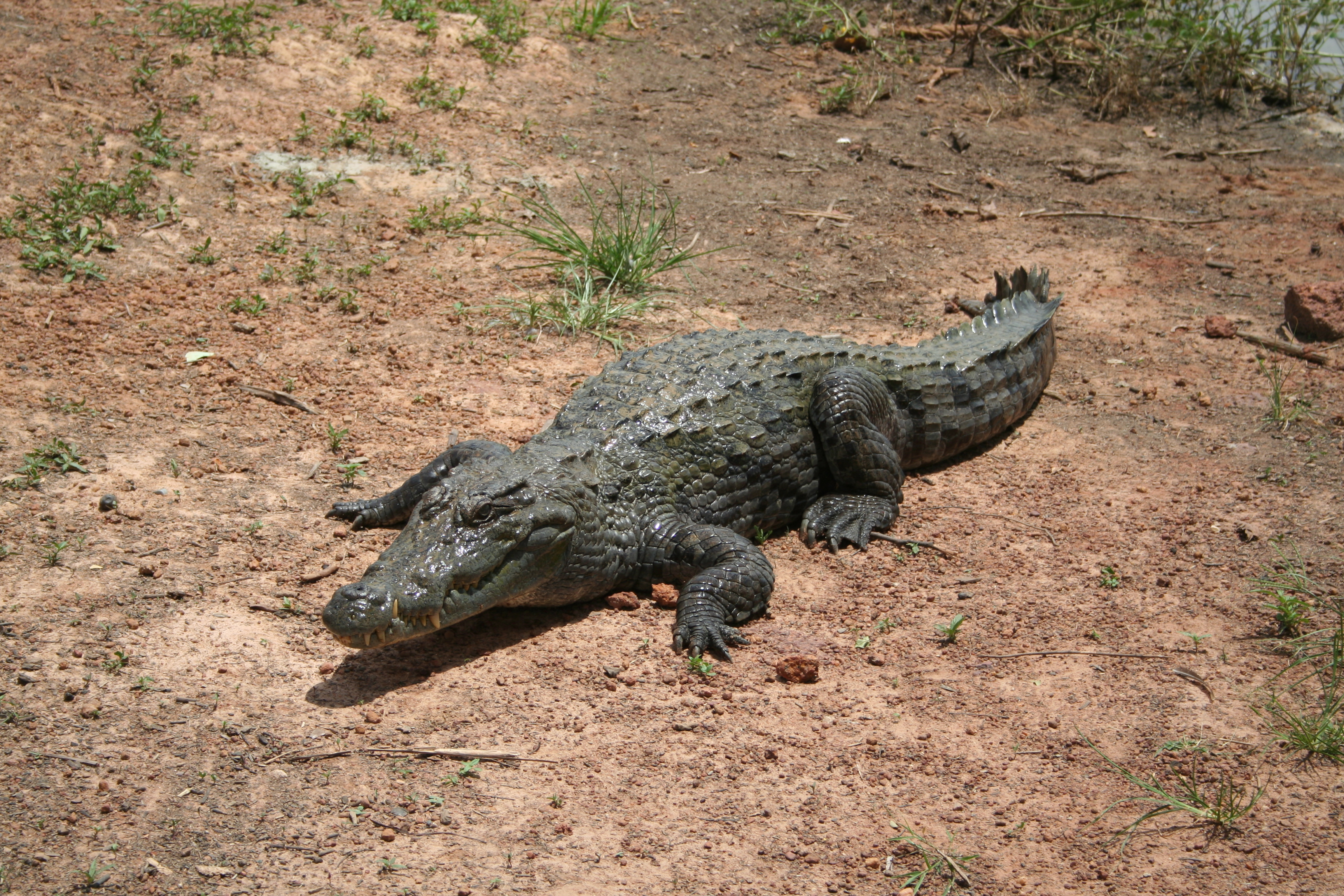
Crocodile du Nil, Bazoulé, Burkina Faso.
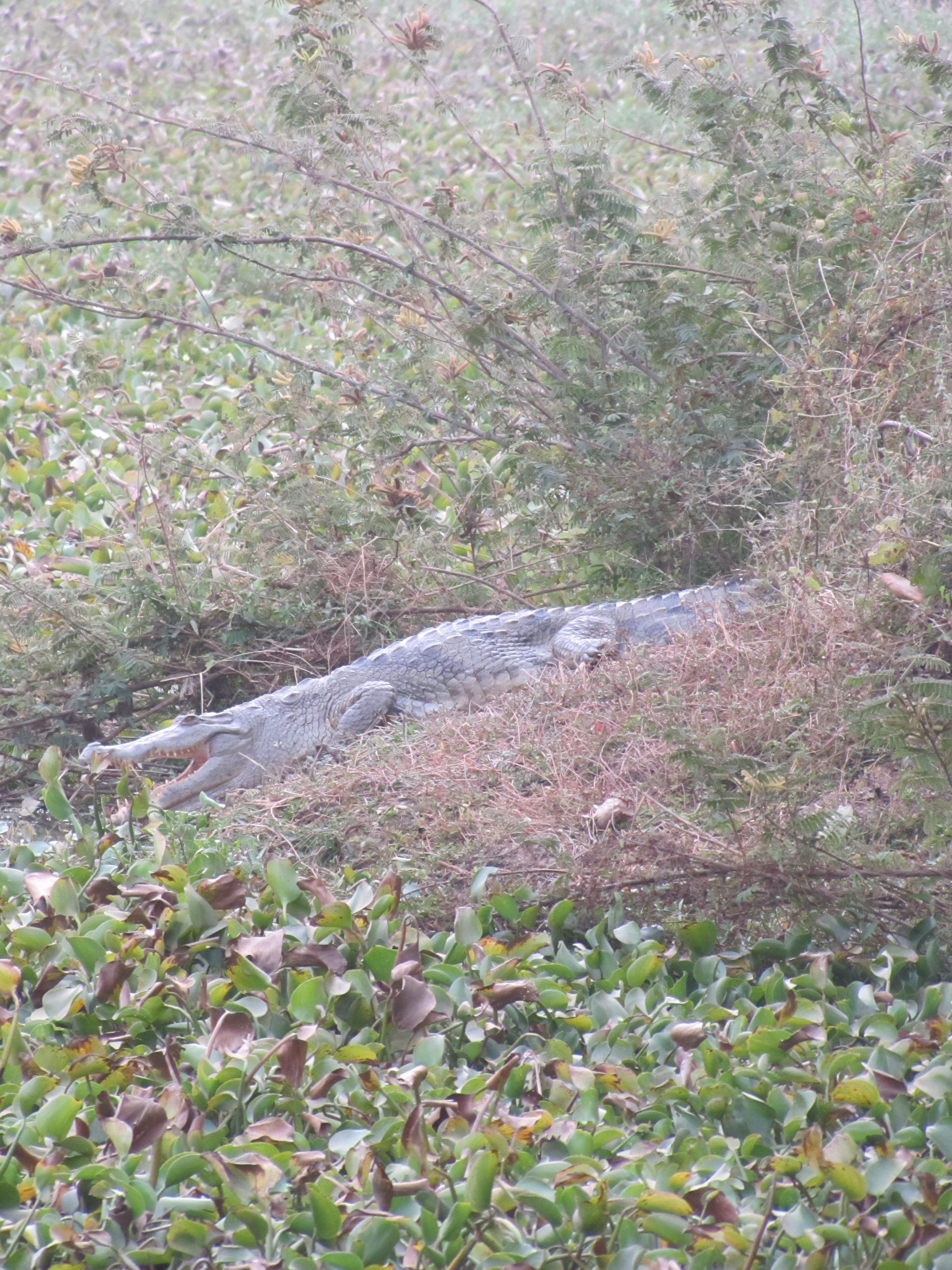
Crocodile du Nil, Parc national de Bangre Weogo, Burkina Faso.
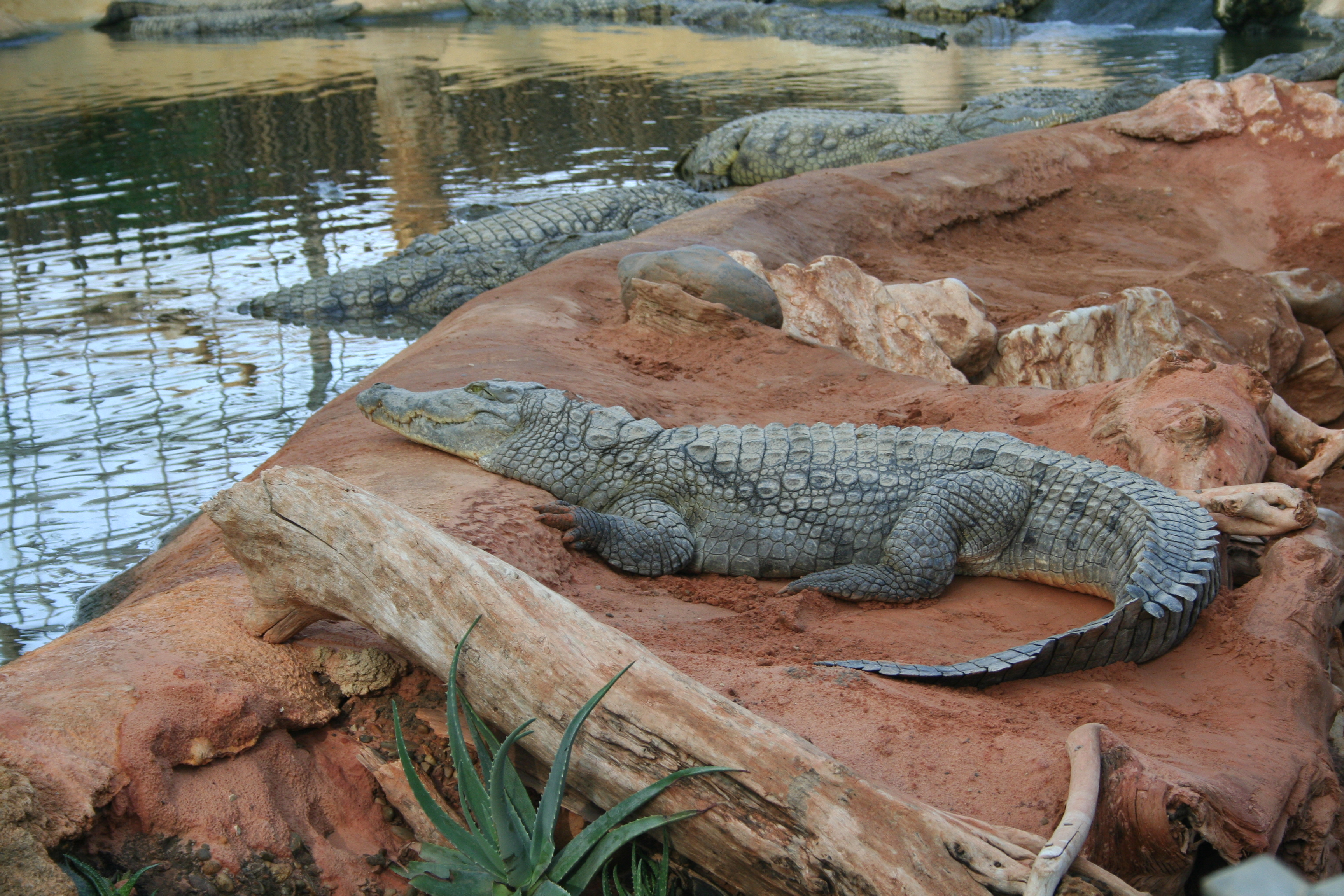
Crocodile du Nil, Ferme aux crocodiles, Pierrelatte, France.
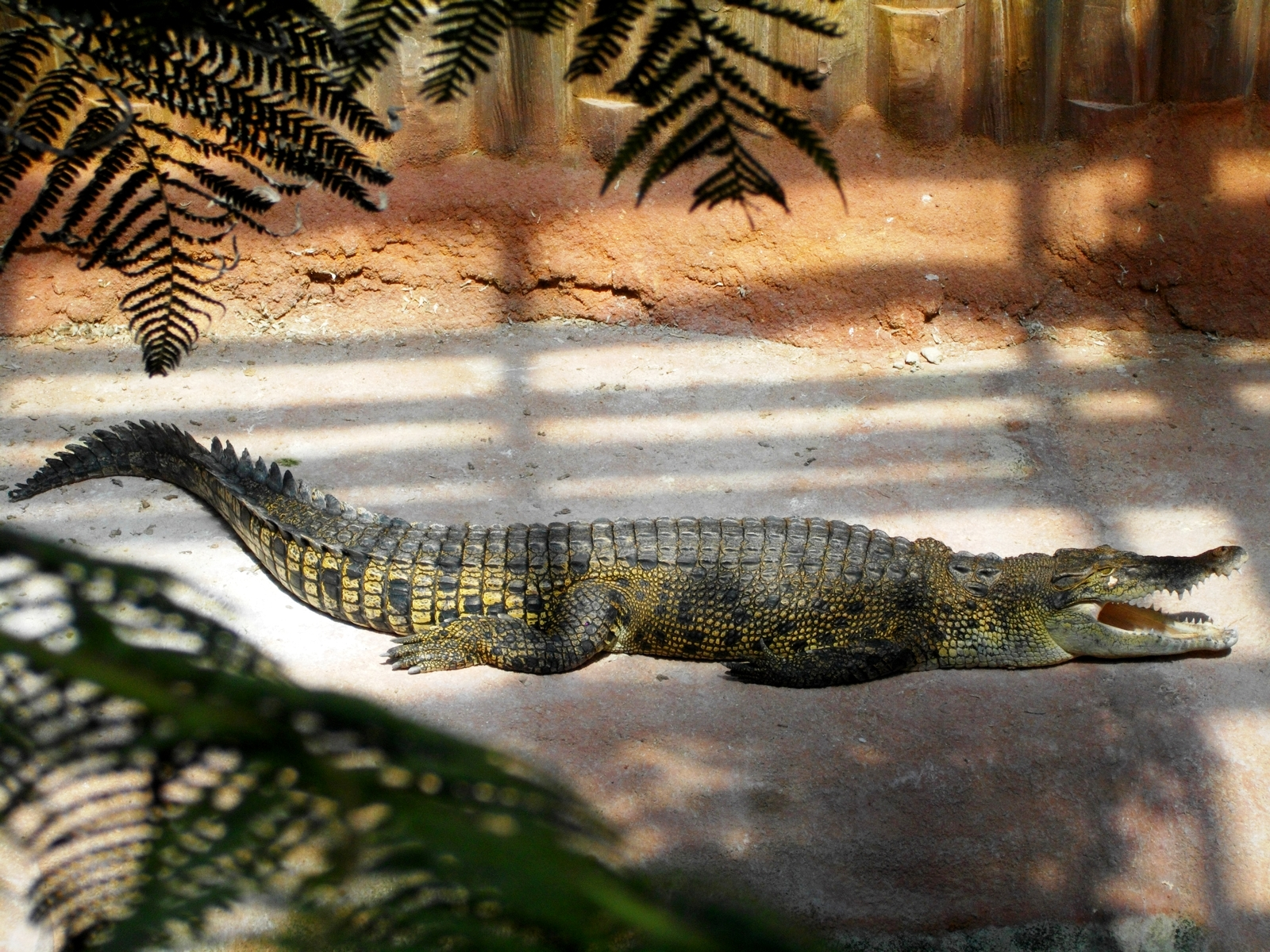
Crocodile du Nil, La Planète des crocodiles, Civaux, France.
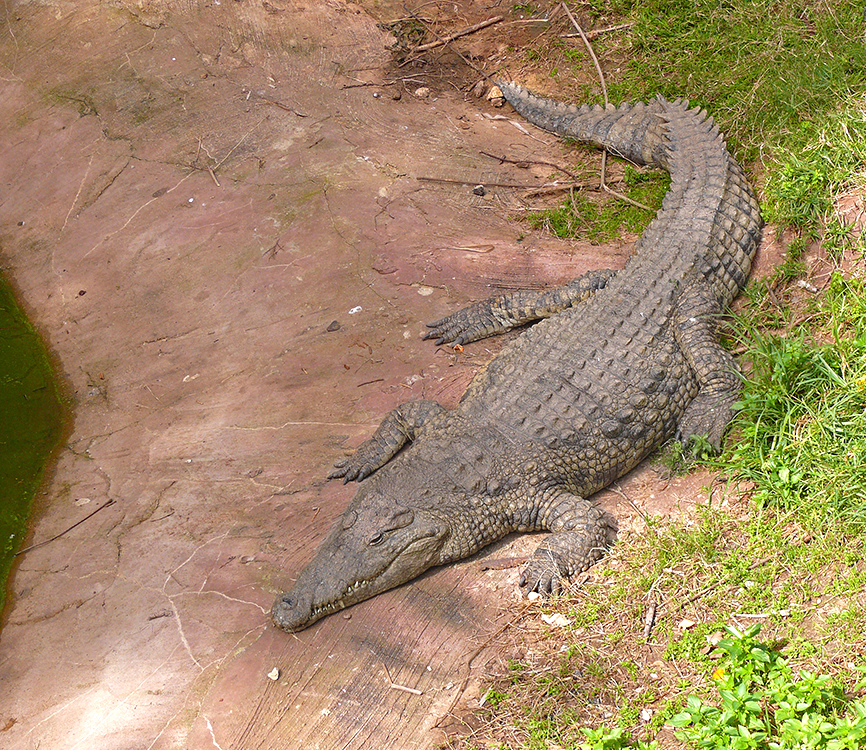
Crocodile du Nil en Israël.
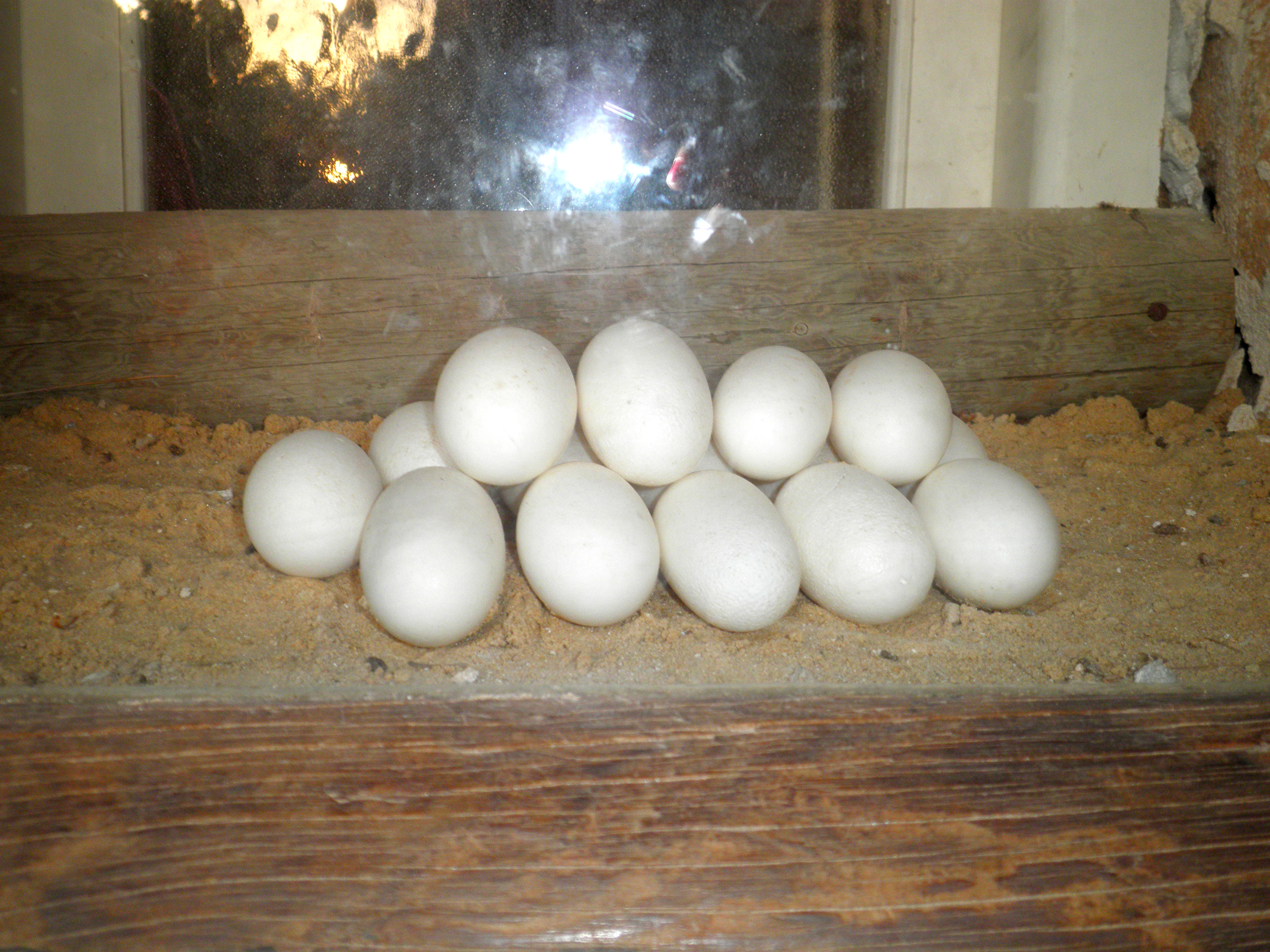
Œufs de Crocodylus niloticus, Parc Djerba Explore, Djerba, Tunisie.
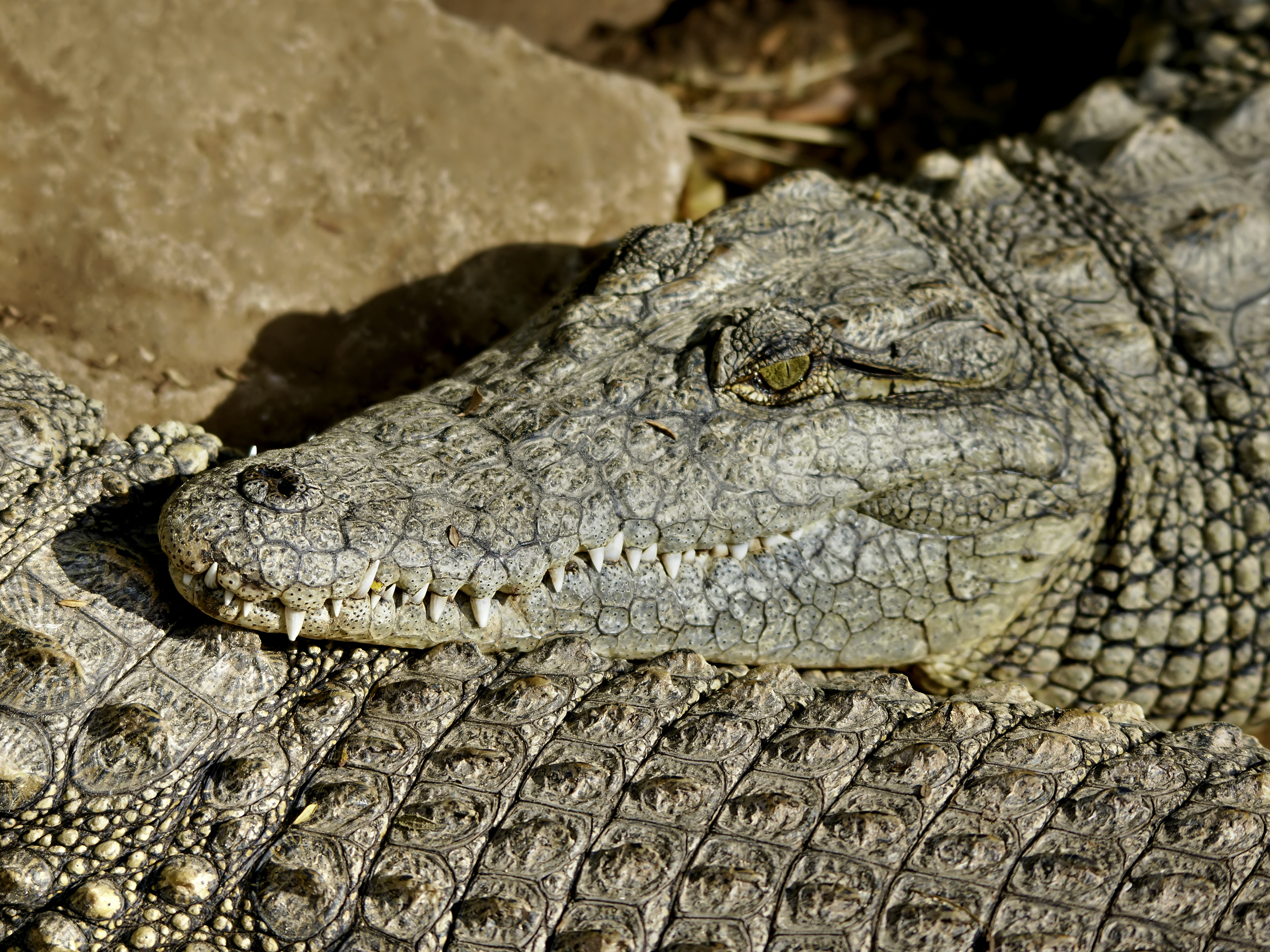
Crocodylus niloticus (juvénile).
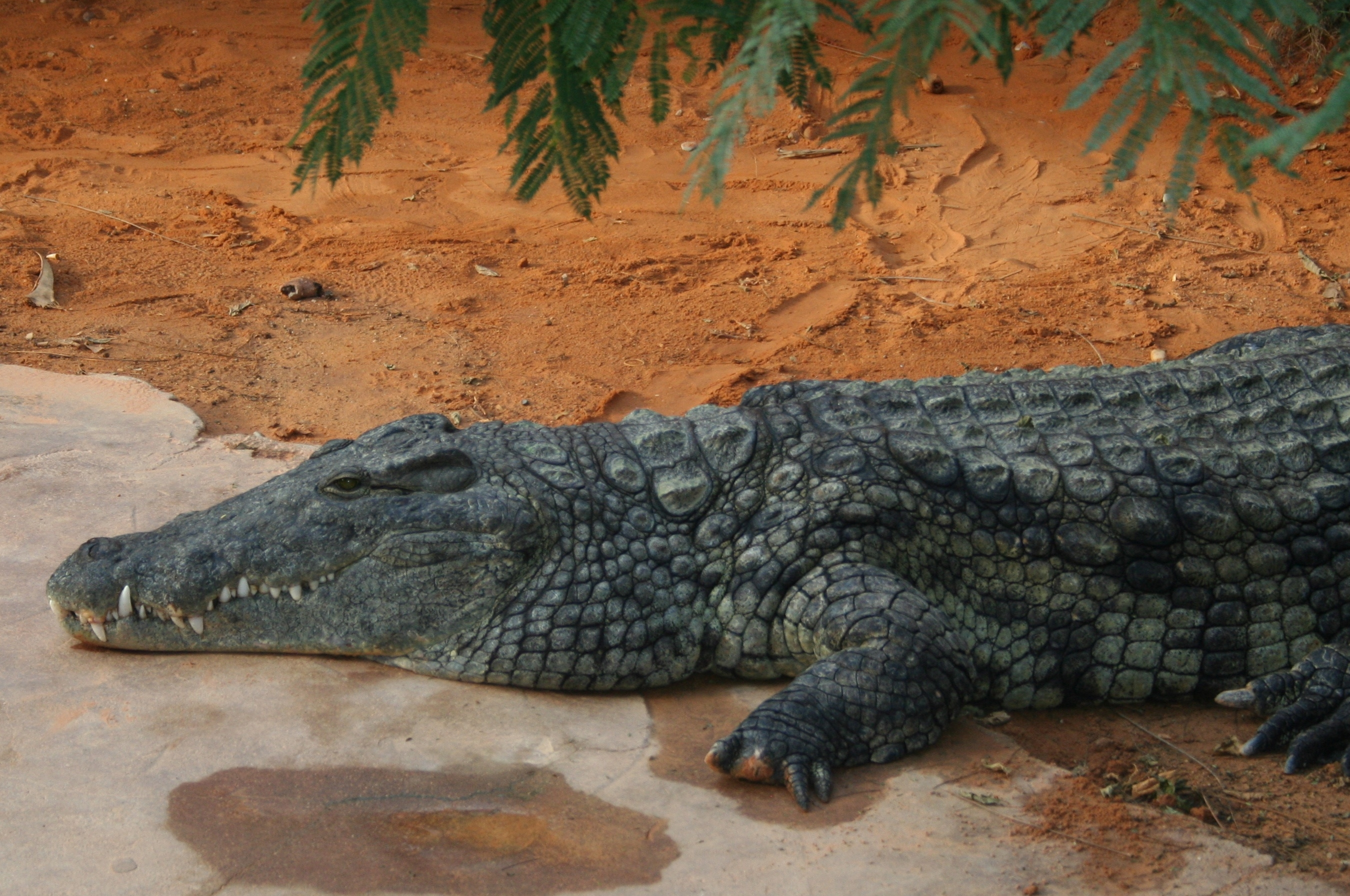
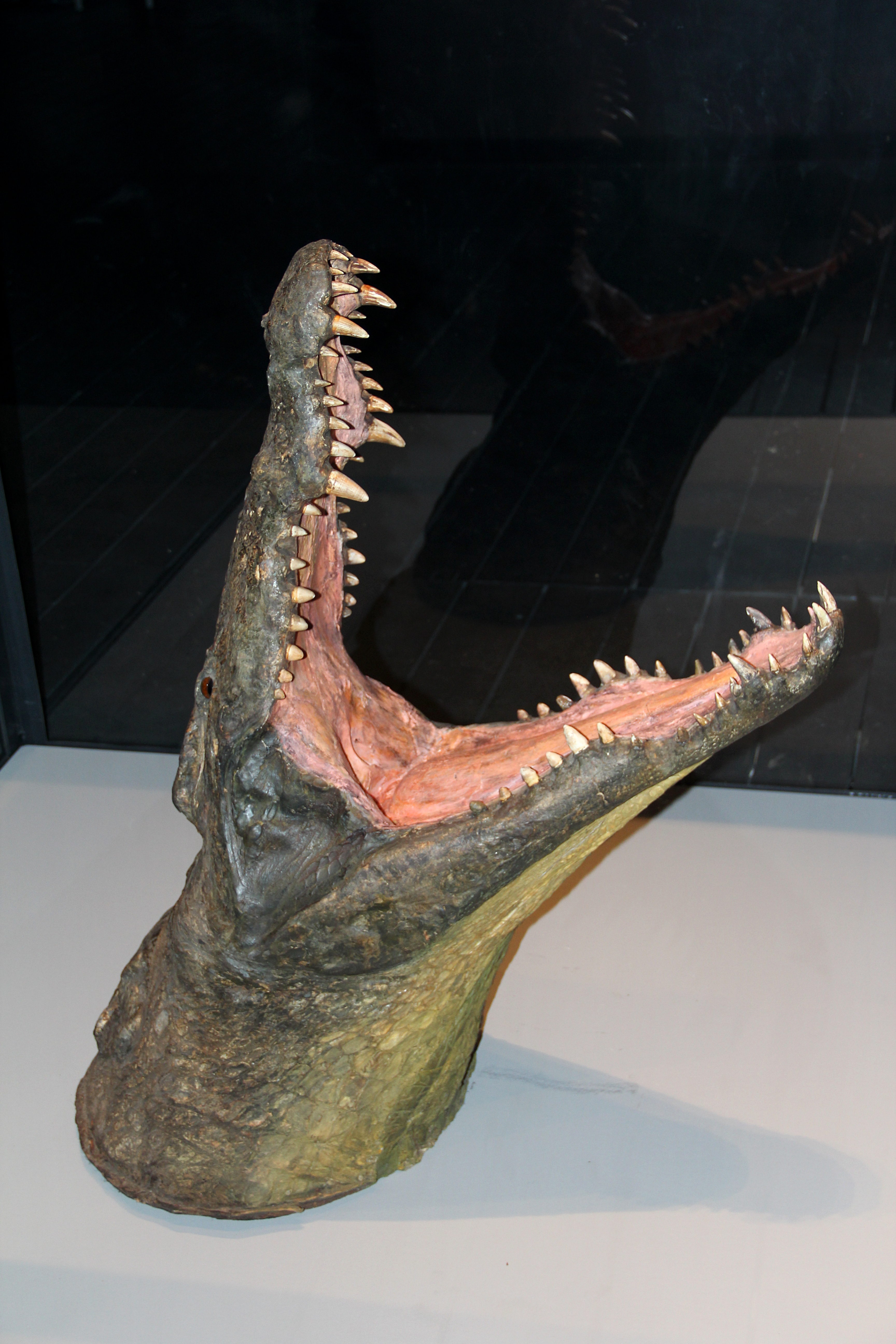
Tête de crocodile naturalisée.
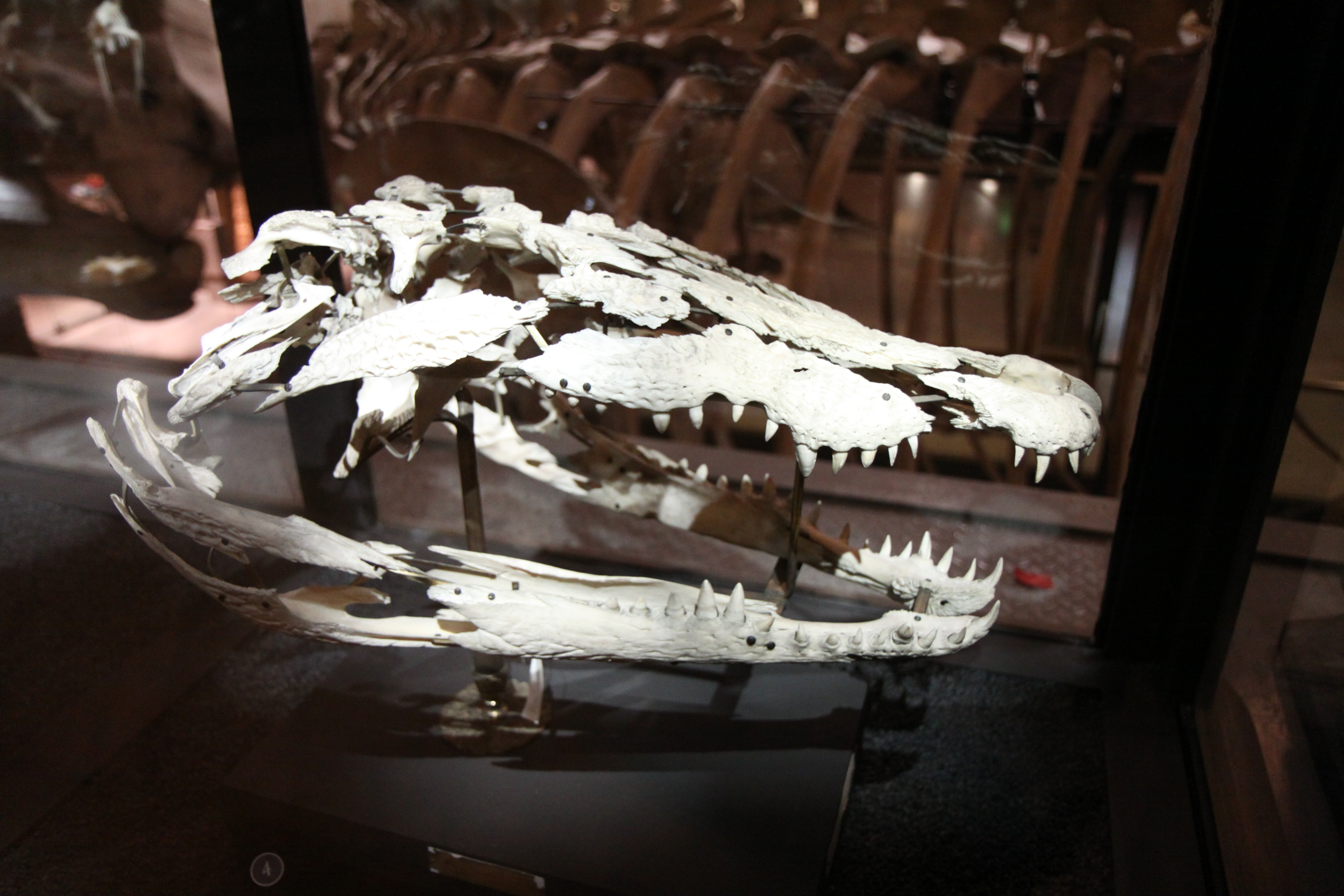
Éclaté d'un crane de crocodile du Nil.
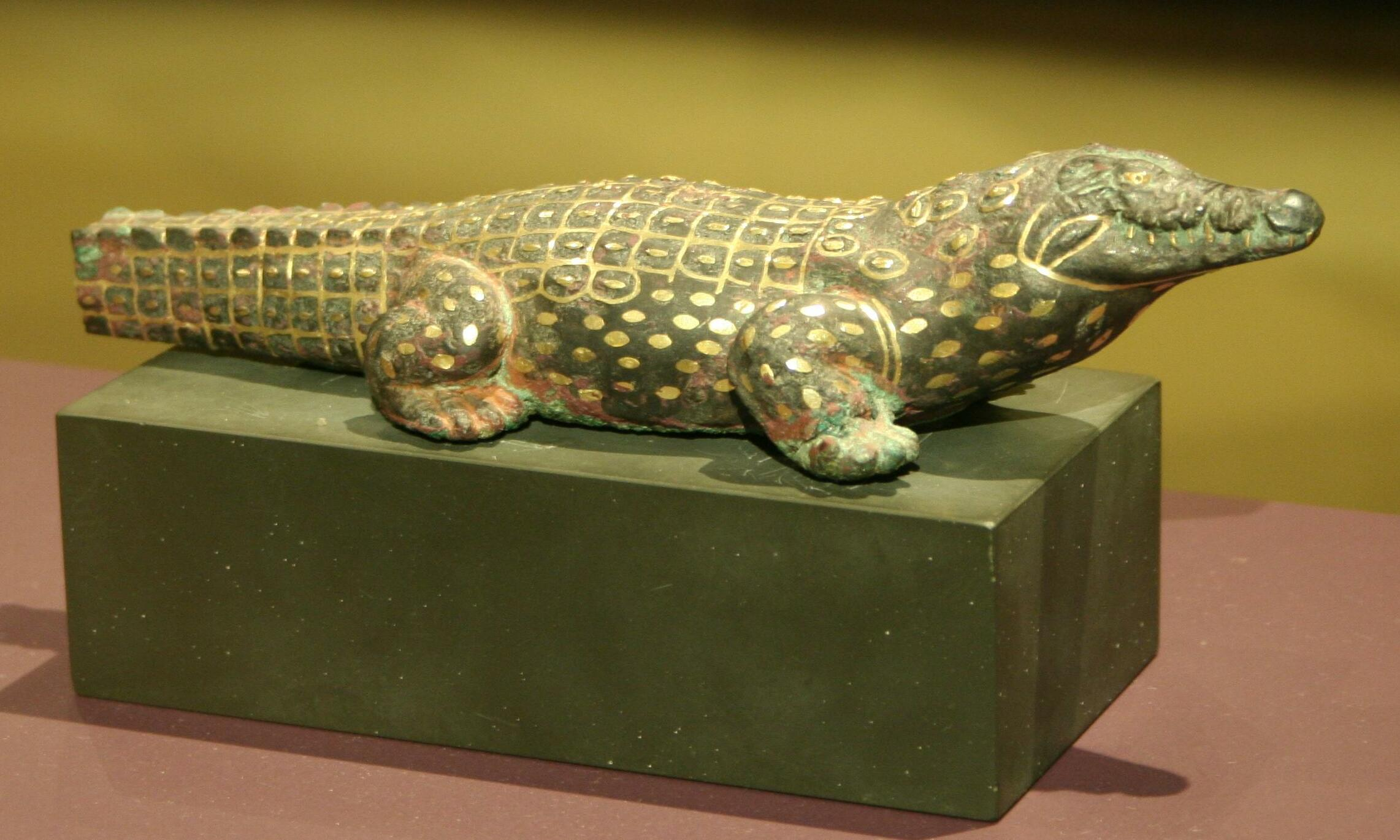
Statue d'Égypte antique.
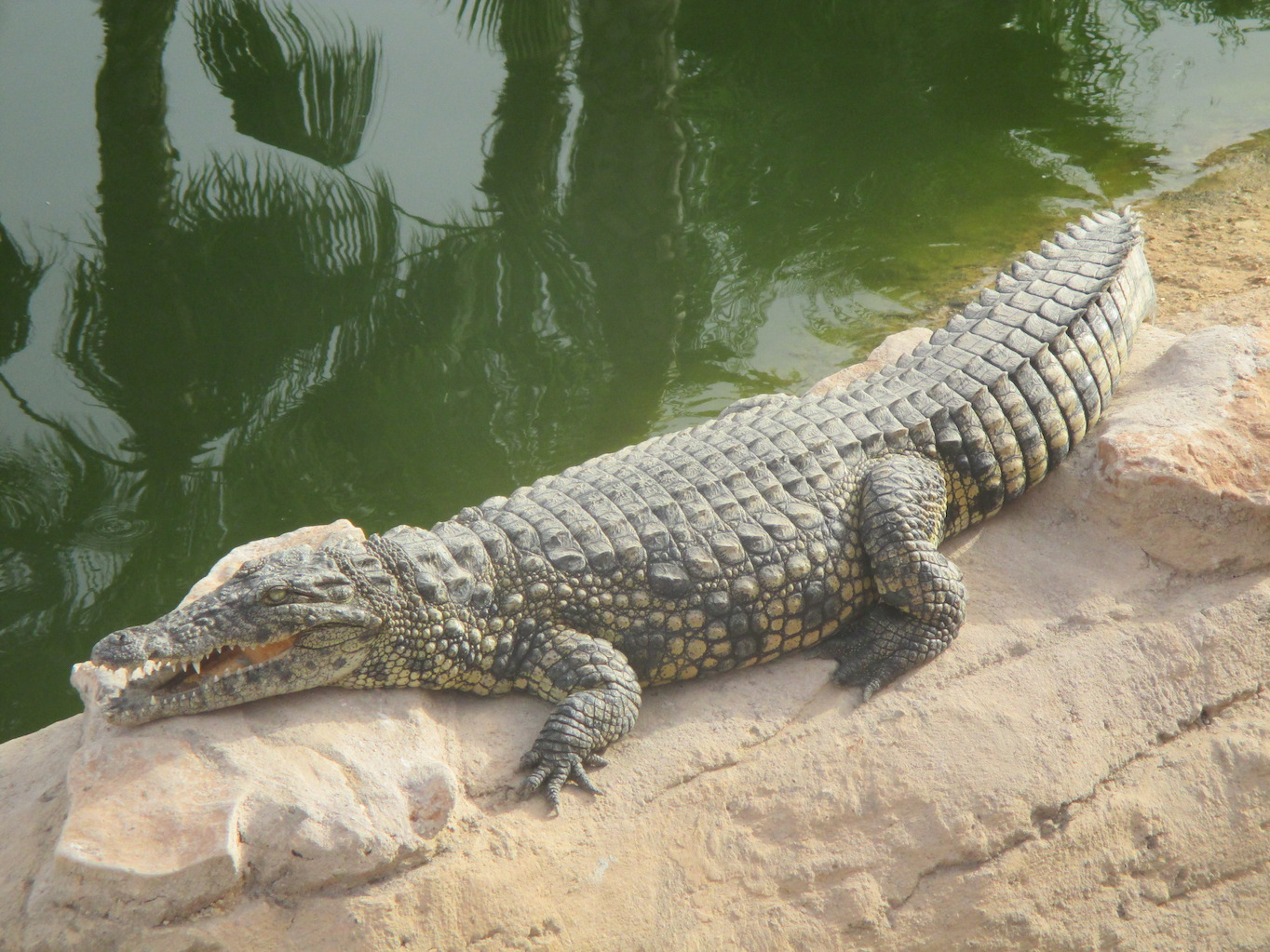
Crocodile du Nil, Crocoparc, Agadir, Maroc.
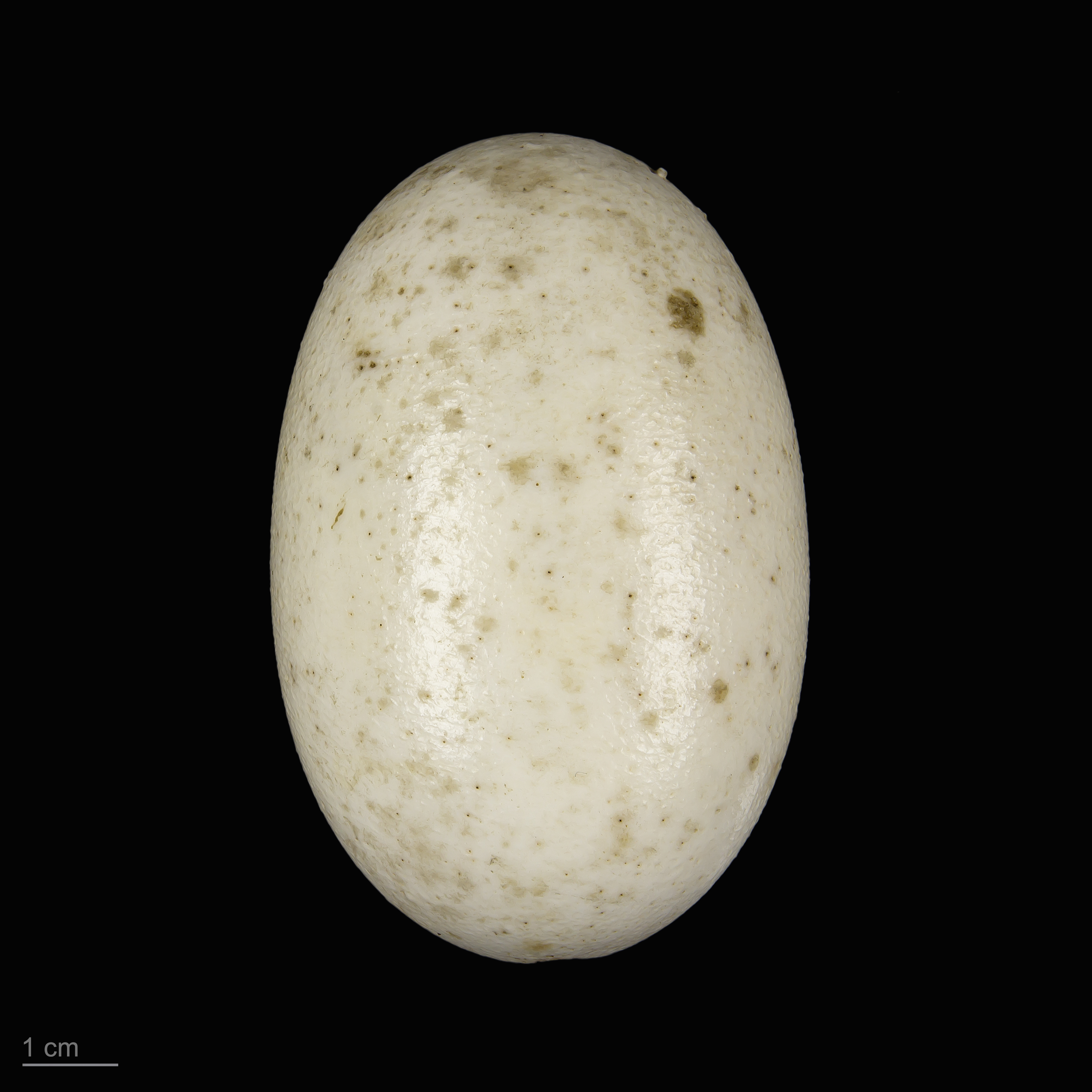
Crocodylus niloticus - MHNT
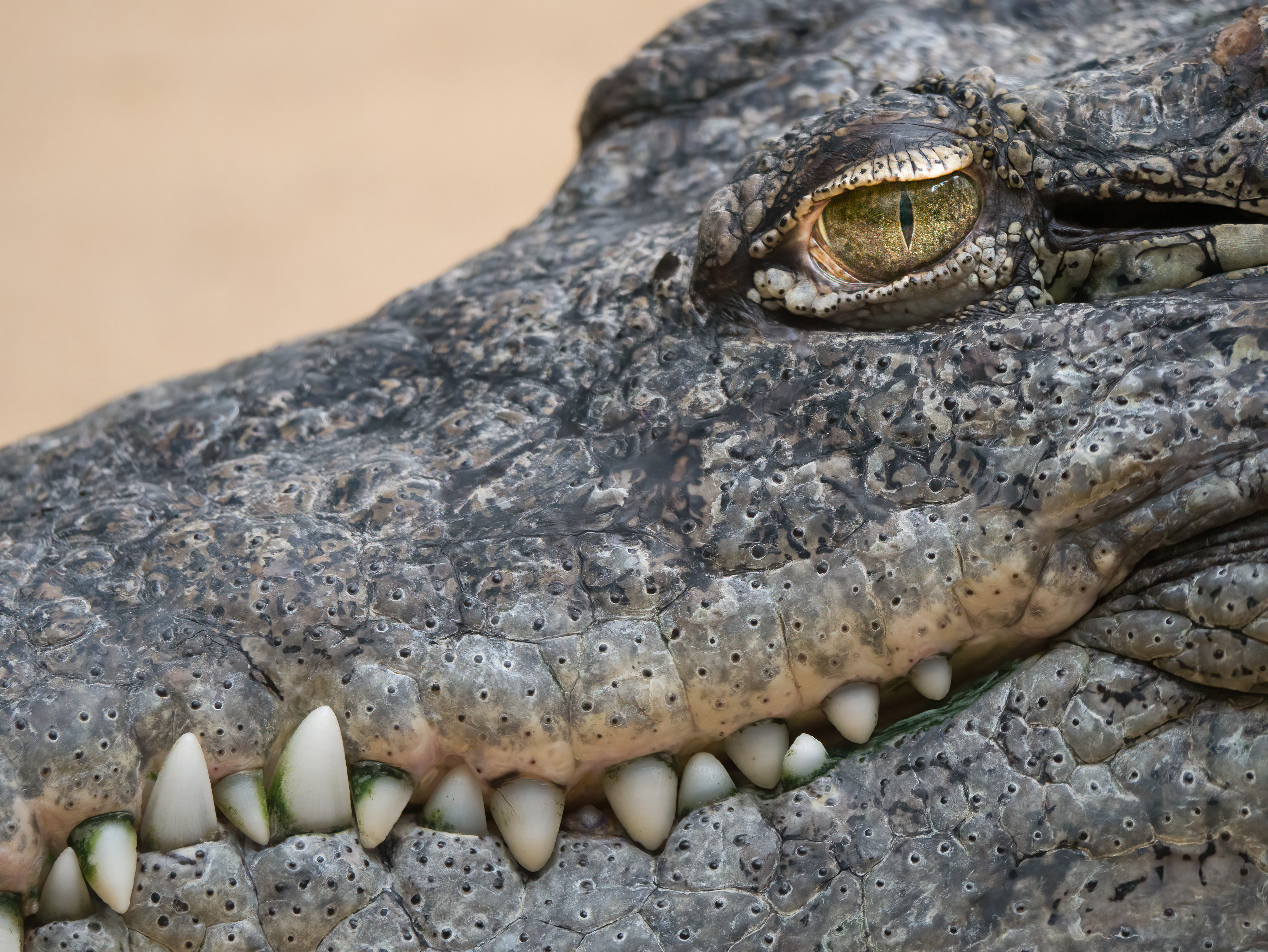
Crocodile du Nil au zoo de Cologne.

## Répartition
Cette espèce se rencontre dans la plupart des régions d'Afrique (à l'exception de l'Afrique du Nord, des Seychelles et des Comores).  
Contrairement à ce que son nom vernaculaire laisse à penser, il ne vit plus dans le Nil égyptien mais est présent à partir de la troisième cataracte au Soudan. Cependant, des crocodiles ont été signalés plusieurs fois depuis les années 1970 dans le Lac Nasser, après le Haut Barrage d'Assouan. Les parcs nationaux du Lac Turkana forment une zone de reproduction importante pour l'espèce. Des traces sont parfois visibles lorsqu'on s'arrête sur les rives lors d'une croisière entre Assouan et Abou Simbel.[réf. nécessaire]
Quelques spécimens sont également présents à l'état sauvage dans le sud de la Floride où il a été probablement introduit accidentellement par l'homme et où il s'est parfaitement acclimaté .

## Habitat
L'espèce se rencontre dans des habitats très diversifiés : lacs, fleuves, marais d'eau douce ou d'eau saumâtre.

## Liste des sous-espèces
Selon The Reptile Database (23 janvier 2014) :
- Crocodylus niloticus africanus Laurenti, 1768
- Crocodylus niloticus chamses Bory de Saint-Vincent, 1824
- Crocodylus niloticus cowiei (Smith in Hewitt, 1937)
- Crocodylus niloticus madagascariensis Grandidier, 1872
- Crocodylus niloticus niloticus Laurenti, 1768
- Crocodylus niloticus pauciscutatus Deraniyagala, 1948

## Protection
Toutes les populations sont inscrites à l'annexe I de la Cites sauf les populations des pays suivants qui sont inscrites à l'annexe II : Afrique du Sud, Botswana, Éthiopie, Kenya, Madagascar, Malawi, Mozambique, Namibie, Ouganda, Tanzanie (soumise à un quota d'exportation annuel de pas plus de 1600 spécimens sauvages, y compris les trophées de chasse, en plus des spécimens de ranchs), Zambie et Zimbabwe.
Les effectifs totaux sont estimés de 250 000 à 500 000 individus. La surchasse dont il a été l'objet durant une partie du XXe siècle est à l'origine de la réduction de ses effectifs. Depuis, les programmes de protection ont plutôt bien réussi : les effectifs de l'espèce sont en hausse dans de nombreux pays et son aire de répartition a augmenté.

## Culture

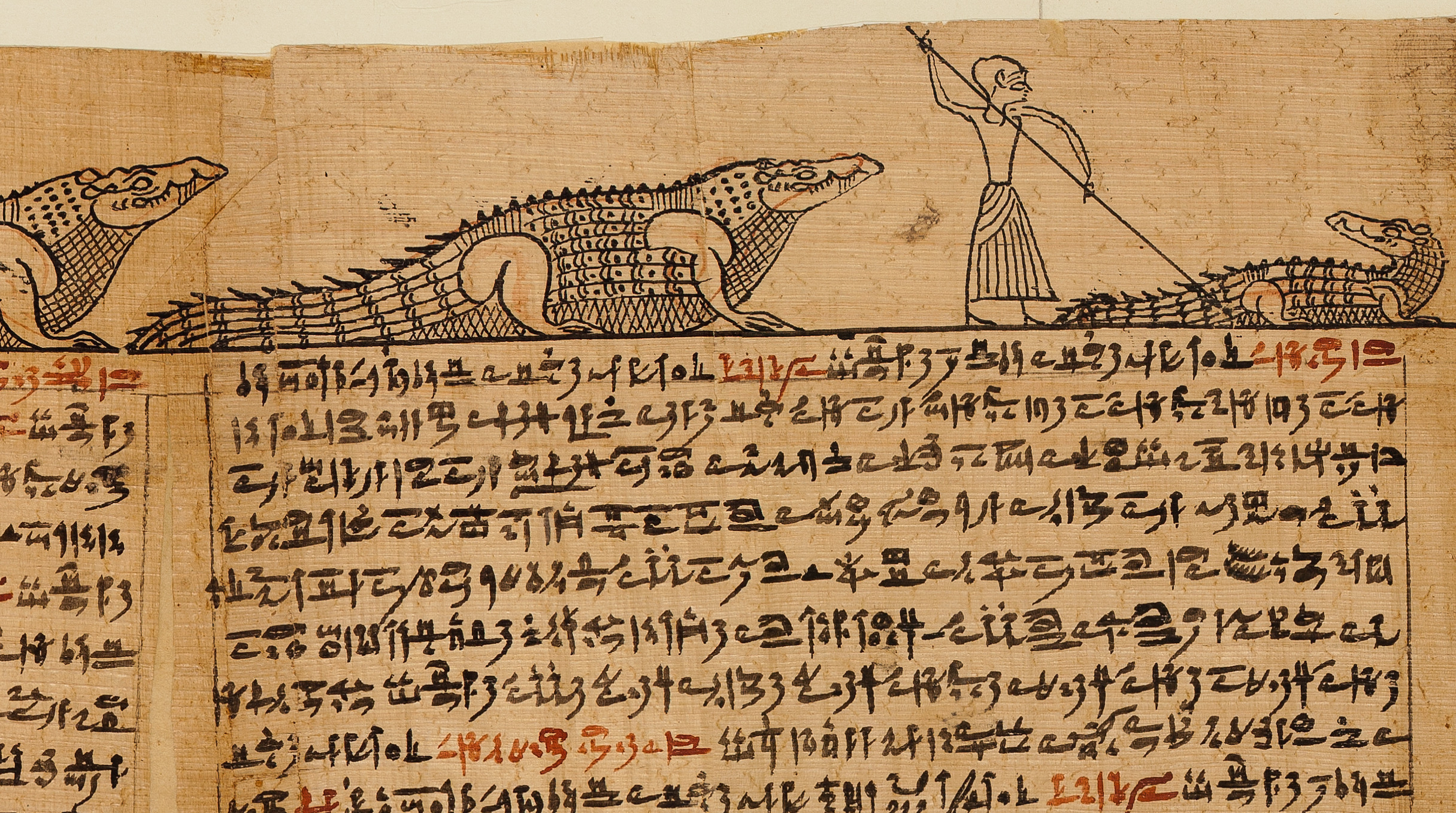
Dessins de crocodiles illustrant un papyrus du Livre des morts d'Imuthes (Imhotep), un prêtre d'Horus. Égypte ptolémaïque, vers 332–200 avant J.-C. Metropolitan Museum of Art.

Le crocodile du Nil était un animal sacré pour les Égyptiens. Animal sacré de Sobek, le dieu à tête de crocodile, c'était également l'un des douze animaux sacrés associés aux douze heures du jour et de la nuit.
La chanson Ah ! Les crocodiles est une comptine française fameuse où il est question des crocodiles du Nil.

## Publications originales
- Bory de Saint-Vincent, 1824 : Dictionnaire classique d'histoire naturelle, vol. 5, p. 1-653 (texte intégral).
- Deraniyagala, 1948 : Same scientific results of two visits to Africa. Spolia Zeylanica, vol. 25, no 2, p. 31-32.
- Grandidier, 1872 : Descriptions de quelques Reptiles nouveaux découverts à Madagascar en 1870. Annales des sciences naturelles-zoologie et biologie animale, ser. 5, vol. 15, p. 6-11 (texte intégral).
- Hewitt, 1937 : A guide to the vertebrate fauna of the Eastern Cape Province, South Africa, Part II: reptile, amphibians, and freshwater fishes. Grahamstown, p. 1-141.
- Laurenti, 1768 : Specimen medicum, exhibens synopsin reptilium emendatam cum experimentis circa venena et antidota reptilium austriacorum Vienna Joan Thomae p. 1-217 (texte intégral).